# Мохиэддин Фикини
Мохиэддин Фикини (араб. محي الدين فكيني‎; 10 марта 1925 (другие данные — 1923 год), Себха, Итальянская Ливия — 1994 год) — ливийский политик, премьер-министр Королевства Ливия и министр иностранных дел с 19 марта 1963 года по 22 января 1964 года.

## Происхождение
Мохиэддин Фикини происходит из племени Райбан, что расселено по горам Нафуса в Триполитании. Его отец был одним из лидеров сопротивления итальянским колонистам-захватчикам. В 1923 году, после неудач в борьбе с итальянцами, отец Фикини с семьей переезжают в Феццан, в город Себха.

## Ранняя жизнь
Мохиэддин Фикини родился 10 марта 1925 года в Себхе. Из-за итальянского наступления на Феццан, семья кочевала.

## Перед правительством
Мохиэддин хорошо учился. Он изучал право в Парижском университете, в 1953 году получил степень доктора юридических наук и международного права. В 1952—1955 годах Фикини заведовал департаментом министерства иностранных дел Ливии, в 1955—1956 годах был юридическим советником правительства, с марта 1956 по апрель 1957 года — министром юстиции. С весны 1957 года Фикини был чрезвычайным и полномочным послом в Египте, а в октябре 1958 года был переведён чрезвычайным и полномочным послом в Соединённых Штатах Америки и постоянным представителем Ливии при Организации Объединённых Наций.

## Правительство
19 марта 1963 года король Идрис I назначил Мохиэддина Фикини премьер-министром и министром иностранных дел Ливии. 31 марта Фикини выступил с программой правительства на очередной сессии ливийского парламента и заявил, что будет проводить политику отвечающую интересам страна, исключающую иностранное влияние и направленную на сотрудничество с другими государствами. В сфере внутренней политики Фикини обещал направить все усилия на улучшение жизненных условий ливийского народа, поощрение подъёма культурного уровня населения, духовного воспитания молодёжи и улучшения положения женщин. Из действий правительства можно привести в пример предоставление женщинам права голоса. В январе 1964 года Фикини отправлен в отставку

## После премьерства
После премьерства Фикини ушел из политики. В 1982 году он с другими деятелями эпохи короля Идриса встречался с ливийским лидером Муаммаром Каддафи.
Мохиэддин Фикини скончался в 1994 году